# 桜田神社 (東京都港区)

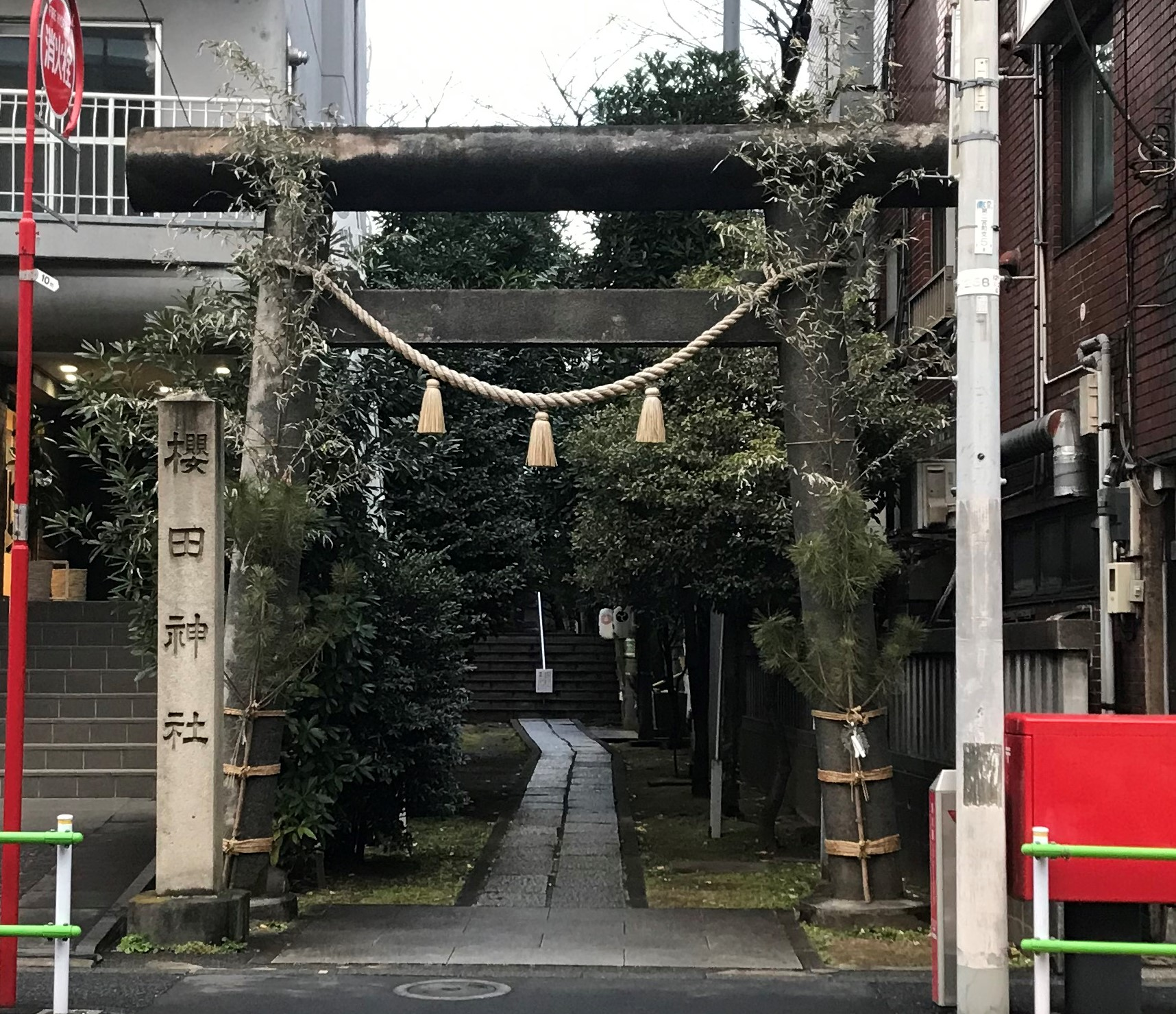
鳥居

櫻田神社（さくらだじんじゃ）は、東京都港区の神社。霞山桜田明神、霞山稲荷とも呼ばれた。

## 概要
1180年（治承4年）に霞山桜田明神として今の霞が関の桜田門あたりに創建された。源頼朝は奥州征伐のために当社に神領を寄進したが、その際に他の田と区別するため桜の木を畔に植えたところ、この桜が大いに茂ったことから「桜田」と呼ばれた。
寛永元年（1624年）に江戸城御用地となったため代地として麻布の地に移され、このとき地名も移動して町名は「麻布桜田町」となった。なお1967年（昭和42年）の住居表示により、当社所在地は「麻布桜田町」から「西麻布」に変更された。

## 交通アクセス
- 六本木駅より徒歩7分。